# Acasanga
Acasanga is een kevergeslacht uit de familie van de boktorren (Cerambycidae). De wetenschappelijke naam van het geslacht werd voor het eerst geldig gepubliceerd in 1991 door Martins & Galileo.

## Soorten
Acasanga omvat de volgende soorten:
- Acasanga delectabilis (Waterhouse, 1880)
- Acasanga dimidiosanguinea (Fuchs, 1963)
- Acasanga humeralis (Waterhouse, 1880)
- Acasanga reticulata (Waterhouse, 1880)